# Джейн Колден
Джейн Колден (Jane Colden, 27 березня 1724 — 10 березня 1766) — американська ботанік, описана Эйсом Гріємо як «перший ботанік її статі в її країні» в 1843 році. Сучасні дослідники стверджують, що вона була першою жінкою-ботаніком, що працює в Америці.

## Біографія
Колден народилася в Нью-Йорку, її батько — Кетволладер Колден — був лікарем, навчався в Единбурзькому університеті, а після прибуття в Нью-Йорк зайнявся політикою і управлінням містом. Джейн отримала домашню освіту, її батько забезпечив їй додаткове навчання з ботаніки відповідно до нової системи класифікації Карла Ліннея.
Про свою доньку Кетволладер написав у листі 1755 року доктору Джону Фредеріку Гроновіусу, повідомивши, що вона володіла «природною схильністю до читання і природною цікавістю до природної філософії та природної історії». Він писав, що Джейн вже пише описи рослин, використовуючи класифікацію Ліннея. У цьому листі батько прагнув налагодити зв'язки з доктором Гроновіусом, який розсилав насіння або зразки.

## Кар'єра

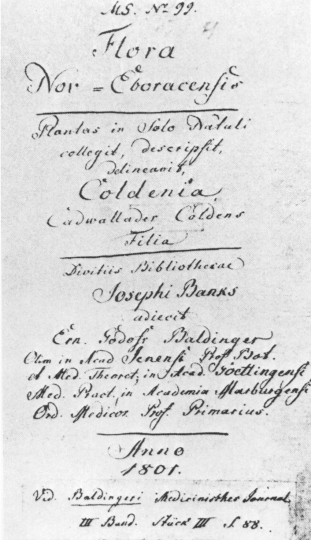
Титульна сторінка додана до рукопису Колдена в 1801 році Ернстом Готфрідом Бальдінгером

У 1753—1758 роках Джейн Колден склала каталог флори Нью-Йорка, зібравши зразки та інформацію про більш ніж триста видів рослин нижньої долини річки Гудзон, і класифікувавши їх у відповідності з системою Ліннея. Колден розробила техніку виготовлення чорнила з листя, а також була досвідченим ілюстратором. На багато малюнків вона додала фрагменти фольклору, пропонуючи лікувальні засоби рослини.. Джейн зустрічалася і листувалася з багатьма провідними натуралістами того часу, в тому числі і Карлом Ліннеєм. Один з її описів нової рослини, яку вона сама назвала лат. Fibraurea, була перенаправлена до Ліннея з припущенням, що він повинен називати його лат. Coldenella, але Лінней відмовився і назвав рослину лат. Helleborus. Джейн Колден брала участь у англ. Natural History Circle, де вона обмінювалась насінням та рослинами з іншими колекціонерами рослин в американських колоніях та в Європі.

## Науковий трактат

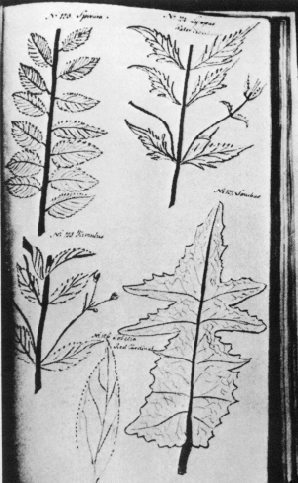
Нариси Джейн Колден з опису Нью-Йоркських державних рослин. No. 123. Spiraea; 124. Водяний гончак Lycopus; № 125. Mimulus; № 126. Lobelia'Red C'ardinal '№ 127. Sonchus.

Рукопис Колден, в якому вона мала чорнильні малюнки листя і опис рослин, ніколи не була названий. Достідники Ріккетс і Холл (1963) опублікували 57 стенограм з характеристики рослин Колден з малюнками та покажчиком оригінального рукопису. У них також аналізується і оцінюється робота дослідниці. Вони вважають, що її рукописний малюнок складався тільки з листя і ці малюнки були лише чорнильними контурами, пофарбованими нейтральним відтінком. Деякі описи включають місяць цвітіння і місце їх існування. Оригінальний рукопис Колден, що описує флору Нью-Йорка, зберігається в Британському музеї.

## Вшанування пам'яті
У її честь у 1990 році в Knox's Headquarters State Historic Site був створений заповідник рослин, поруч з тим місцем, де Колден жила і працювала.